# カトリック上野毛教会
カトリック上野毛教会（カトリックかみのげきょうかい）は、東京都世田谷区上野毛にあるキリスト教カトリック東京教区の教会およびその聖堂である。守護聖人は「カルメル山の聖母」。信徒数は2014年現在、1989名である。

## 沿革
- 1952年 - 8月15日、跣足カルメル修道会が上野毛にある富裕層の別荘だった邸宅を購入し、修道院にしたのが始まりとされる。
- 1958年 - 8月、近隣住民と信徒が集まり、建築家の今井兼次設計による和風様式の木造聖堂の建築が開始。
- 1959年 - 7月15日、土井辰雄大司教（当時）により献堂式が執り行われる。以後、修道院付聖堂として役割を果たす。
- 1970年代 - カトリック田園調布小教区の分教会となる。
- 2013年1月 - 準小教区教会となる[2]。

## 参考資料
- 『賛美と感謝 聖母とともに 男子跣足カルメル修道会来日50年記念』 2002年
- カトリック東京大司教区ホームページ

## 所在地データ
- 〒158-0093　東京都世田谷区上野毛2丁目14番25号　東急大井町線　上野毛駅下車　徒歩8分